# Joel Sánchez (atleta)
Joel Sánchez Guerrero (Città del Messico, 15 settembre 1966) è un ex marciatore messicano, vincitore di una medaglia di bronzo ai Giochi olimpici di Sydney 2000.

## Palmarès
| Anno | Manifestazione          | Sede       | Evento      | Risultato | Prestazione | Note |
| ---- | ----------------------- | ---------- | ----------- | --------- | ----------- | ---- |
| 1984 | Campionati CAC juniores | San Juan   | Marcia 10km | Argento   | 48'07"0     |      |
| 1988 | Giochi olimpici         | Seul       | Marcia 20km | DSQ       | DSQ         |      |
| 1991 | Giochi panamericani     | L'Havana   | Marcia 20km | Argento   | 1h25'45"    |      |
| 1991 | Mondiali                | Tokyo      | Marcia 20km | DNF       | DNF         |      |
| 1992 | Giochi olimpici         | Barcellona | Marcia 20km | 21º       | 1h30'12"    |      |
| 1997 | Mondiali                | Atene      | Marcia 20km | 16º       | 1h24'48"    |      |
| 1999 | Giochi panamericani     | Winnipeg   | Marcia 50km | Oro       | 4h06'31"    |      |
| 1999 | Mondiali                | Siviglia   | Marcia 50km | DNF       | DNF         |      |
| 2000 | Giochi olimpici         | Sydney     | Marcia 50km | Bronzo    | 3h44'36"    |      |
| 2001 | Mondiali                | Edmonton   | Marcia 20km | 6º        | 1h22'05"    |      |